# Sergio Liberovici
Sergio Liberovici (Torino, 10 dicembre 1930 – Torino, 16 novembre 1991) è stato un etnomusicologo e compositore italiano.

## Biografia
Nato nel 1930 a Torino, da famiglia ebraica (il padre era moldavo e la madre, Cecilia Treves, italiana), dopo aver preso parte a soli quattordici anni alla lotta partigiana, nel dopoguerra iniziò a prendere lezioni di armonia con Iginio Fuga e di pianoforte con Sandro Fuga, e si formò in seguito interamente da autodidatta. Compone nel 1954 il balletto Chagalliana, che raggiunge in tournée tutt'Europa con la coreografia di Susanna Egri, e due anni più tardi, con Italo Calvino, che scrive per lui il suo primo libretto, l'atto unico La panchina (ispirato ad un episodio di Marcovaldo) per il Teatro delle Novità di Bindo Missiroli, e sempre con Calvino il balletto Lo spaventapasseri. Massimo Mila vuole Liberovici come suo vice nella critica musicale del quotidiano l'Unità.
Con altri intellettuali fonda il Teatro Stabile di Torino e inizia a comporre per la scena (oltre cento pièces per i principali registi italiani di quegli anni). Nel 1957, insieme a Michele Luciano Straniero, fonda il gruppo Cantacronache che promuove la canzone d'autore (tra le sue 105 canzoni, Oltre il ponte  e Dove vola l'avvoltoio?, entrambe su testo di Calvino). Conosce in questo periodo Margherita Galante Garrone (Margot), la sposa e nel 1962 hanno un figlio, Andrea. Registra con spedizioni sul campo e pubblica il canto popolare di protesta, contadino e operaio (Altopiano di Asiago, Polesine, Monferrato, Val di Cogne, Spagna, Algeria). Riutilizza creativamente i materiali raccolti, in lavori di teatro musicale: del 1973 L'ingiustizia assoluta, cantata drammatica per attori, gruppo folk e banda musicale per il Teatro Regionale Toscano; nel 1982, Bandiere, relazione da concerto su frammenti di canti, documenti, testimonianze popolari. Lavora anche per la radio e per la televisione, con musiche per documentari e sceneggiati: con Outis topos, raccolta di documenti di vita cittadina rimaneggiati in studio, consegue il XXV Prix Italia del 1973.
Dopo aver fondato lo Stabile Ragazzi di Torino nel 1975, poco alla volta si avvicina alla musica nel mondo dell'infanzia. Con l'Opera dei Bambini, fondata con i compositori Giulio Castagnoli e Giuseppe Gavazza, nascono molti spettacoli ed operine da camera e da scuola (fra tutte: Il grande chiasso del 1982-'83), anche in collaborazione con diversi pittori (Francesco Casorati, Mauro Chessa, Ugo Nespolo). La fine degli anni ottanta lo impegna nella cantata De origine musices, per coro e orchestra di ragazzi (versione di Edoardo Sanguineti da Lucrezio), e nell'opera Maelzel, o Delle macchinazioni, su libretto di Emilio Jona. L'opera, compiuta nella parte vocale e pianistica, è completata e orchestrata da Luciano Berio, Giulio Castagnoli e Giuseppe Gavazza.
Liberovici fu attivo in campo politico (anche grazie alla sua iniziativa l'educazione musicale fu resa obbligatoria nella scuola elementare italiana con i nuovi programmi del 1985), spesso in contrasto con le tendenze del momento (fra gli episodi più eclatanti il ritiro dal commercio in Italia nel 1962 dell'appena pubblicato Canti della nuova resistenza spagnola 1939-1961). Nel suo comporre si ritrovano passaggi altamente cromatici (Maelzel o Delle macchinazioni) accanto a frasi tonali, non soltanto nelle opere didattiche o nelle canzoni del Cantacronache, ma anche nella sua musica orchestrale. L'amore per il teatro e per la parola si unisce ad una notevole facilità di scrittura: ciò gli consente di giocare nella stessa pagina con differenti registri espressivi, e non solo nelle partiture operistiche o nelle celebri songs, ma anche nei brani di musica cameristica, quasi sempre accompagnati da un testo, cantato, recitato, o anche solamente da leggersi, da parte dell‘esecutore, come innere Stimme. Riferimento costante della sua musica sono compositori come Eisler, Weil, e Dessau, che amano il teatro e non disdegnano di lavorare con i ragazzi, i classici teatrali (Shakespeare, e Brecht), il canto popolare. Nel 2011 sono nati il dvd e il libro "Cantacronache" (a cura di Chiara Ferrari) a lui dedicati in occasione del 20º anniversario della sua morte.

## Composizioni

### Opere
- La panchina (Italo Calvino), Opera in 1 Atto (1956), Bergamo, Teatro delle Novità 1956
- La fidanzata del fiume (Michele Luciano Straniero), opera da camera (1958)
- Il grande chiasso, opera scolastica (1982/83) Torino, 1983 (Ed. Casa Ricordi)
- Maelzel o Delle macchinazioni (Emilio Jona; orchestrazione di Luciano Berio, Giulio Castagnoli, Giuseppe Gavazza), opera in 3 Atti (1991) (Ed. casa Ricordi)

### Musica vocale
- Canto dell'ultima ora, cantata per Bar., voce recit., coro e 2 cl. (in memoria dei combattenti del Ghetto di Varsavia) (1955)
- L'ingiustizia assoluta (Liberovici/Emilio Jona), cantata drammatica per voce recit., Folk-Band e Brass Band (1973)
- È arrivato Pietro Gori per voce recit.,coro e Brass Band (1974)
- De origine musices (Lucrezio), cantata per voce recit., coro di voci bianche e piccola Orch. (1989)
- Oltre 100 canzoni (tra cui le due famosissime Oltre il ponte e Dove vola l'avvoltoio? su testi di Italo Calvino)

### Opere radiofoniche
- Outis topos, documenti di vita cittadina rimaneggiati in studio (Liberovici/Andrea Camilleri), Radio-opera (1973)
- Il libro delle rondini (Ernst Toller) (1971)
- Bonce (da una novella di Isaac Leib Peretz) (1981)

### Teatro musicale
- Canto dell'ultima ora cantata in memoria dei combattenti del Ghetto di Varsavia(1955)
- Bandiere, relazione da concerto, cantata per 2 attori, Ms [Mezzosoprano], coro, cl., tr., timpani e nastro magnetico(1982)

### Balletti
- Chagalliana (soggetto di S. Egri) (1954)
- Sonata a quattro (1954) (da una favola di Ivan Krilov) per ensemble
- Lo spaventapasseri e il poeta (soggetto di I. Calvino) (1958)

### Scritti
- (con M. L. Straniero), Canti della nuova resistenza spagnola (1939-1961), Torino 1962
- (Liberovici et al.) Le canzoni della cattiva coscienza, Milano 1964
- (con Emilio Jona), Il 29 luglio del 1900, Milano 1972
- L'ingiustizia assoluta, Firenze 1974
- (Liberovici et al.), Bertolt Brecht, Firenze- La Nuova Italia 1976
- Canzonettieri nn.1 e 2, ivi 1976
- Giochi tradizionali dei bambini italiani, ivi 1976
- Musica insieme, ivi 1977
- (con Emilio Jona), Canti degli operai torinesi, Milano Unicopli 1990